# Sensazione ultra
Sensazione ultra è il terzo album in studio del rapper italiano Ghali, pubblicato il 20 maggio 2022 dalla Atlantic Records, dalla Warner Music Italy e dalla Sto Records.

## Descrizione
Il disco prosegue quanto lasciato dal precedente DNA a livello musicale, alternando sonorità prettamente pop a quelle hip hop, passando per influenze funk, elettroniche e araba; inoltre Ghali fa uso di quattro lingue nei dodici brani: italiano, arabo, inglese e francese. Durante la fase di realizzazione il rapper ha collaborato con Itaca e con il duo Merk & Kremont per gran parte della produzione delle basi e coinvolgendo alcuni artisti per parti vocali aggiuntive, tra cui Madame e Marracash. Nel brano Pare vi appare anche il rapper Massimo Pericolo, pur non risultando accreditato esplicitamente.
Riguardo alla scelta del titolo, condiviso con la traccia conclusiva dell'album, Ghali ha motivato che ciò che si prova ascoltando «dalla prima all'ultima traccia, una giostra di emozioni».

## Promozione
Nel marzo 2021 Ghali ha annunciato un contest al fine di invogliare i propri fan a realizzare una base da includere nel suo album; il vincitore è stato successivamente rivelato essere il produttore Endless, curatore di Free Solo con Marracash. Il 29 ottobre dello stesso anno il rapper ha reso disponibile il singolo Wallah insieme al relativo video, rivelando che esso avrebbe rappresentato la prima uscita legata al nuovo progetto discografico e lasciando di fatto il precedente singolo Chiagne ancora una pubblicazione stand-alone. Tra l'8 e il 15 aprile sono stati diffusi i singoli Walo e Fortuna come ulteriore anticipazione all'album.
L'11 aprile 2022, durante la presentazione di Walo dal vivo presso la stazione di Milano Centrale, l'artista ha annunciato che il disco sarebbe stato distribuito a partire dal 20 maggio seguente, annunciandone il titolo poche settimane più tardi.

## Tracce
1. Bayna – 2:05 (testo: Ghali Amdouni, Mohamed Amine Guesmi – musica: Souhail Guesmi)
2. Bravo – 2:34 (testo: Ghali Amdouni – musica: London Tyler Holmes, Bijan Amir)
3. Fortuna – 2:45 (testo: Ghali Amdouni, Davide Petrella – musica: Federico Mercuri, Giordano Cremona, Eugenio Maimone, Leonardo Grillotti)
4. Free Solo (feat. Marracash) – 2:33 (testo: Ghali Amdouni, Fabio Bartolo Rizzo – musica: Filippo Stocco, Giordano Cremona, Federico Mercuri)
5. Walo – 2:51 (testo: Ghali Amdouni – musica: Fawzi Njimi)
6. Moon Rage (feat. Axell) – 3:18 (testo: Papa Maip Ba Diop – musica: Stefano Rosso)
7. Pare (feat. Madame) – 2:45 (testo: Francesca Calearo, Ghali Amdouni, Jacopo Ettorre – musica: Federico Mercuri, Giordano Cremona, Eugenio Maimone, Leonardo Grillotti)
8. Crazy – 2:56 (testo: Ghali Amdouni, Davide Dev – musica: Federico Mercuri, Giordano Cremona)
9. Peter Parker (feat. Digital Astro) – 2:31 (testo: Ghali Amdouni, Rida Amhaouch – musica: Ronald Spence, Jr.)
10. Wallah – 2:13 (testo: Ghali Amdouni, Davide Dev – musica: Federico Mercuri, Giordano Cremona)
11. Drari (feat. Baby Gang) – 2:30 (testo: Ghali Amdouni, Zaccaria Mouhib – musica: Fawzi Njimi)
12. Sensazione ultra – 3:28 (testo: Ghali Amdouni, Walter Ferrari – musica: Federico Mercuri, Giordano Cremona, Leonardo Grillotti, Eugenio Maimone)

## Formazione
Hanno partecipato alle registrazioni, secondo le note di copertina:
Musicisti
- Ghali – voce
- Med Guesmi – voce (traccia 1)
- Misha Ellis – violino (traccia 1)
- Rufio – chitarra (traccia 3), basso (traccia 8)
- Marracash – voce (traccia 4)
- Axell – voce (traccia 6)
- Madame – voce (traccia 7)
- Massimo Pericolo – voce aggiuntiva (traccia 7)[2]
- Giorgio Depreti – chitarra (traccia 8)
- Digital Astro – voce (traccia 9)
- Baby Gang – voce (traccia 11)

Produzione
- Ghali Amdouni – direzione creativa
- Davide Dev – direzione creativa
- Itaca – produzione artistica, registrazione (tracce 2-4, 7-10, 12), produzione base (tracce 3, 4, 7, 8, 10 e 12)
- Mikaelin "Blue" BlueSpruce – missaggio
- Rat Chopper – produzione base (traccia 1)
- Noise Factory Studio – registrazione (traccia 1)
- London on da Track – produzione base (traccia 2)
- Bijan Amir – produzione base (traccia 2)
- Endless – produzione base (traccia 4)
- Merk & Kremont – produzione base (traccia 4, 8, 10)
- Fawzi – produzione base (tracce 5, 11), registrazione (tracce 5, 6, 11)[13]
- Vaporstef – produzione base (traccia 6)
- Ronny J – produzione base (traccia 9)

## Classifiche

### Classifiche settimanali
| Classifica (2022) | Posizione massima |
| ----------------- | ----------------- |
| Italia            | 2                 |
| Svizzera          | 67                |

### Classifiche di fine anno
| Classifica (2022) | Posizione |
| ----------------- | --------- |
| Italia            | 43        |